# Myomimus roachi
Myomimus roachi és una espècie de mamífer rosegador esciüromorf de la família Gliridae. Es troba a Bulgària, Turquia i probablement l'est de Grècia.

## Distribució
Històricament se l'ha trobat a Turquia i al sud-est de Bulgària. Com que els roures i les nogueres foren retirats per a l'agricultura i la silvicultura, la seva distribució va quedar restringida a uns bosquets petits a Edirne, al nord-oest de Turquia.